# .py
|  | Aquest article tracta sobre el domini d'Internet. Vegeu-ne altres significats a «Python». |

.py és el domini de primer nivell territorial (ccTLD) del Paraguai.

## Dominis de segon nivell
- org.py
- edu.py
- mil.py
- gov.py
- net.py
- com.py
- coop.py